# Coccidohystrix zangherii
Coccidohystrix zangherii är en insektsart som beskrevs av Ferenc Kozár och Pellizzari Scaltriti 1989. Coccidohystrix zangherii ingår i släktet Coccidohystrix och familjen ullsköldlöss.
Artens utbredningsområde är Italien. Inga underarter finns listade i Catalogue of Life.